# Frère
«  Grand frère » et «  Petit frère » redirigent ici. Pour les autres significations, voir Le Grand Frère et Petit Frère.
Pour les articles homonymes, voir Frère (homonymie).
Un frère, appelé familièrement frangin ou frérot , est une personne de sexe masculin qui est né des mêmes parents qu'une autre personne, ou seulement du même père (frère consanguin) ou de la même mère (frère utérin). Dans ces derniers cas, on parle aussi de demi-frère. Il s'agit de l'équivalent masculin de sœur et ils appartiennent à un ensemble appelé fratrie. Par extension, un frère désigne quelqu'un qui est considéré comme un membre de la famille humaine, qui est un compagnon ou un camarade d'une même cause (par exemple fidèle d'une même religion).